# Louis L. Collins
Louis Loren Collins (* 6. Oktober 1882 in St. Cloud, Minnesota; † 24. Juni 1950 ebenda) war ein US-amerikanischer Politiker. Zwischen 1921 und 1925 war er Vizegouverneur des Bundesstaates Minnesota.

## Werdegang
Nach einem Jurastudium und seiner Zulassung als Rechtsanwalt begann Louis Collins in diesem Beruf zu arbeiten. Außerdem war er in der Zeitungsbranche tätig. Während des Ersten Weltkrieges diente er in der United States Army. Politisch schloss er sich der Republikanischen Partei an. Im Jahr 1924 war er Ersatzdelegierter zur Republican National Convention, auf der Präsident Calvin Coolidge zur Wiederwahl nominiert wurde.
1920 wurde Collins an der Seite von J. A. O. Preus zum Vizegouverneur von Minnesota gewählt. Dieses Amt bekleidete er zwischen 1921 und 1925. Dabei war er Stellvertreter des Gouverneurs und Vorsitzender des Staatssenats. Danach ist er politisch nicht mehr in Erscheinung getreten. Er starb am 24. Juni 1950 in seinem Heimatort St. Cloud.